# Agar.io
Agar.io  — масова багатокористувацька екшн-гра, яку створив Матеус Валадарес. Гравець керує клітиною на карті, що являє собою чашку Петрі. Мета гри — набрати якнайбільшу масу, поїдаючи менші клітини, й не ставши жертвою більших. Назву Agar.io утворено від речовини агар-агару, що використовується для культивування бактерій.
Розрекламована 28 квітня 2015 року на 4chan як браузерна гра, вона швидко здобула успіх. Сайт agar.io (для браузерної версії) оцінений Alexa як один з 1000 найбільш відвідуваних вебсайтів, а мобільну версію завантажено більше мільйона разів упродовж першого тижня після релізу. Відгуки про гру були позитивними; її хвалили за простоту, змагальну складову та механіку; хоча декому не сподобалась її повторюваність. Можливість завантаження Steam-версії анонсована 3 травня 2015 року, а реліз мобільних версій для iOS та Android відбувся 8 липня 2015. 

## Ігровий процес

### Основний
Завданням гри є виростити клітину — круглий об'єкт, який контролює гравець, поїдаючи як гранули, так і менші клітини, і не бути при цьому з'їденим більшою клітиною. У неї можна грати у класичному, командному та експериментальному режимах. Метою гри є виростити найбільшу клітину; гравці розпочинають гру заново, коли усі їхні клітини з'їдено. Гравець може змінити зовнішній вигляд своєї клітини, вводячи в її назву певні визначені слова чи фрази.

### Керування клітиною
Клітини рухаються безперервно з невеликою затримкою в напрямку курсора. Менші клітини рухаються набагато швидше, ніж більші. Якщо у гравця є кілька клітин, то вони всі разом рухаються у напрямку курсора, що дає змогу гравцю об'єднати їх.
Після натискання клавіші Пробіл клітина гравця ділиться на дві рівні частини. Якщо клітин у гравця кілька, то за можливості ділиться кожна з них. При цьому вихідна клітина залишається на своєму місці, втрачаючи половину маси, інша половина маси відходить новоствореній клітині, що тепер прямує у напрямку курсора. Гравець може мати до 16 клітин.
Після натискання клавіші W клітина виділяє маленьку часточку своєї маси, що є багато в чому схожою на гранулу. Будь-яка клітина на 10 % важча за виділену масу може проковтнути її, включно з клітиною, що виплюнула цю масу. Ця механіка знайшла особливе застосування у режимі командної гри, оскільки дає змогу нагодувати союзника, щоб він поглинув більшу клітину з протилежної команди. При виділенні маси клітина втрачає 16 її одиниць, а при поглинанні отримує лише 12.
Клітини можуть рости шляхом поїдання гранул або менших клітин. Вони втрачають масу з плином часу у експоненціальній залежності від маси. Це означає, що клітини певної ваги уже не можуть підтримувати свою масу самим лише поїданням гранул, а мусять поїдати клітини інших гравців, щоб підтримувати масу або ж і нарощувати її. Режим показу маси клітини гравець може налаштувати перед грою.
Усі клітини мають масову межу, після подолання якої змушені поділитись; вона становить 22 500 одиниць маси. Проте максимально допустима сумарна маса усіх клітин гравця поки що невідома.

### Типи структур
- Гранули (або корм)[10] випадково розкидані по карті. Після їх з'їдання гравець дещо збільшує масу своєї клітини.
- Клітини, що контролюються гравцями. Можна проковтнути лише ті клітини-суперники, які менші за вашу; їх можна з'їсти як напряму (за умови, що вони менші, ніж 90 % маси вашої клітини)[11], так і шляхом поділу. Що більша маса клітини, то повільніше вона рухається[12], також клітини поступово втрачають масу з плином часу.
- Віруси розкладають клітини, що за розміром більші, ніж вони самі, на частини. Менші клітини можуть ховатися за вірусом, щоб оберегти себе від більших. Їх можна нагодувати, щоб створити новий вірус і запустити у вибраному гравцем напрямку.

Гравці можуть поділити свою клітину, відкидаючи одну з новоутворених клітин у напрямку курсора. Цю можливість можна використати як дальню атаку, щоб з'їсти інші клітини, як спосіб втечі зі складної ситуації або для швидкого пересування по карті. Поділені клітини з часом знову зливаються в одну. Гравці також можуть віддати маленьку часточку своєї маси, щоб виростити інші клітини, щоб заманити ворогів або щоб нагодувати вірус, що розщепить останнього, якщо його нагодувати кілька разів. У листопаді 2015 року у гру додано можливість купівлі преміумскінів для клітин, прискореного набрання маси тощо.

### Скіни та моди
Скін — безкоштовна або платна (за бали) оболонка (шкіра) для клітини. Скін присвоюється автоматично при виборі ніка гравцем. Наприклад, у разі вибору ніка Ukraine ваша клітина буде у вигляді українського прапора. Всього скінів понад 130: це прапори держав, відомі політики та інші.
Мод — це безкоштовний скін, який працює при установці в браузері спеціального розширення. Вибір модів набагато ширше — їх понад 800.

### Додаткові налаштування ігрового інтерфейсу

Клітина «Ukraine» у режимі гри з темною темою

Також в Aвar.io доступні додаткові налаштування ігрового інтерфейсу. Серед них:
- Без скінів (no skins) — гравець не буде бачити персоналізованих оболонок клітин.
- Без імен (no names) — буде приховано імена інших клітин.
- Темна тема (dark theme) — звичне біле тло заміщується на чорне.
- Без кольорів (no colours) — режим, у якому усі кольори замінено чорним та білим.
- Показувати масу (show mass) — налаштування, що дає змогу бачити поточну масу своєї клітини.

### Режими гри

#### Класичний (FFA)
FFA (Free For All — «безкоштовний для усіх») — це режим, який вважають класичним. Спочатку це був єдиний ігровий режим. У ньому цьому ви можете грати зафарбованою клітиною або вибрати скін увівши у назву клітини одне з слів, що перелічені на http://www.agarioguide.com/skins/ [Архівовано 12 грудня 2015 у Wayback Machine.]. 
У класичному режимі є рейтинг найкращих 10 у верхньому правому куті екрана, що показує, які клітини натепер є найбільшими на карті. Якщо гравець хоче потрапити до десятки найкращих, він має добре грати й уникати помилок.

#### Командний
Цей режим гри додано 10 липня 2015 року. У командному режимі клітину гравця випадково долучають до команди одного з трьох кольорів: зеленого, синього чи червоного. Усі гравці червоного кольору є однією командою, синього — іншою, зеленого — ще іншою.

#### Експериментальний
Експериментальний режим додано до гри agar.io 11 липня 2015 року. Це є режим, у якому розробник може тестувати нові можливості та механіки. Якщо гравець зіграє в експериментальному режимі, то може відкрити для себе нові механіки.

### Стратегія й тактика
- Маса до 150 — на цьому етапі доцільно поїдати кольоровий корм, що з'являється на ігровому полі. Набравши 35 одиниць маси, можна поділитись на 2 частини, щоб з'їсти більше корму. Від великих клітин можна ховатись за вірусами.

- Маса від 150 до 1000 — поїдання корму стає неефективним, потрібно починати атаки на суперників. Щоб проковтнути конкурента, його маса має бути меншою за вашу на 10 %. Жертву потрібно загнати в глухий кут і напасти способом поділу. Поділ відбувається натисканням пробілу (у браузерній версії).

- Маса понад 1000 — поїдання малих клітин не дає ефекту. Варто атакувати клітини з масою на 40—70 % більшою від вашої, шляхом організації засідок за допомогою вірусів. Щоб розбити ворога на маленькі частини, потрібно вистрелити по вірусу (клавіша W у браузерній версії). Вірус лусне і розділить суперника на шматочки, які потрібно поглинути. Неефективно розколювати суперників, маса яких перевищує вашу вдвічі, оскільки проковтнути жодну з утворених частин все одно буде неможливо[17].

## Розробка
Гру було вперше анонсовано на 4chan 28 квітня 2015 року Матеусом Валадаресом, 19-річним бразильським розробником. Гру, написану на JavaScript та C++, розробили за декілька днів. Валадарес продовжував оновлювати гру та додавати нові можливості, такі як отримання очок досвіду та «експериментальний» режим гри (для тестування експериментальних можливостей). Тиждень по тому Agar.io вийшов на Steam Greenlight, а Валадарес анонсував майбутню можливість завантажити гру безкоштовно. Він запланував додати у Steam-версію можливості, що недоступні в браузерній версії, як то додаткові режими гри, власноручна персоналізація клітини й система облікових записів. Гру було затверджено до включення у Steam через велику зацікавленість спільноти.

## Історія
- 28 квітня 2015 — реліз.
- 27 травня 2015 — додано турецький сервер.
- 2 червня 2015 — додано можливість масштабування.
- 3 червня 2015 — додано «спаун» з викинутої маси.
- 11 червня 2015 — додано експериментальний режим гри, материнську клітину та чорний вірус.
- 19 червня 2015 — додано можливість жбурляти масою на системи вірусів та спаунерів, видалено материнську клітину та чорний вірус.
- 7 липня 2015 — з'явилась можливість безкоштовно завантажити Agar.io на пристрої з Android та iOS.
- 10 липня 2015 — додано систему облікових записів та рівнів, режим командної гри.
- 11 липня 2015 — додано найкращі рівні.
- 15 липня 2015 — додано систему результатів матчів та скіни президентів різних держав[20][21].

8 липня 2015 року вийшла мобільна версія Agar.io на iOS та Android від Miniclip. Серджіо Варанда, головний директор по продукції Miniclip пояснив, що головною метою мобільної версії є «відтворення відчуттів від гри» на мобільному пристрої, посилаючись на проблеми з розробкою гри з сенсорним керуванням.

## Відгуки
Браузерна Agar.io отримала позитивні відгуки. Джон Фінгас з Engadget, описав гру як «добру абстракцію запеклої боротьби за виживання найбільш пристосованих, що можна часом побачити на мікроскопічному рівні». The Yorkshire Standard  вказав, що вона дуже швидко викликає залежність, але розкритикував її за те, що вона дещо повторювана і сумна. Бретт Македонскі з Destructoid сказав, що «це так круто когось з'їсти».
Мобільні версії теж отримали позитивні відгуки, але були розкритиковані за спосіб керування. Кріс Картер з Toucharcade похвалив гру за простоту, стратегічний елемент і «персоналізацію», але розкритикував складність керування клітини з більшою масою. Ґлен Фокс з Pocket Gamer похвалив її за стратегічний елемент і назвав «такою, що викликає залежність», але розкритикував спосіб керування. Стів Воластон з Sunday Mercury похвалив графіку і назвав її «дивовижно дивною» зазначивши: «схоже, що її зліпили докупи семирічні у себе в кімнаті за допомогою iPad'у та крейди».
Agar.io швидко стала популярною після релізу, багато в чому завдяки частому рекламуванню через соціальні мережі та в передачах на TwitchTV та YouTube. Видані Miniclip'ом, мобільні версії гри досить швидко стали популярними. За перший тиждень після релізу їх було завантажено понад 10 млн разів.

## Використання у політичних баталіях
Упродовж кампанії турецьких виборів у червні 2015 року, Agar.io застосовувався в Туреччині як центр політичної пропаганди; багато гравців називали свої клітини назвами турецьких політичних партій, створювали альянси між гравцями зі спільними політичними поглядами та відбувалась боротьба з гравцями, що мають протилежні погляди. Республіканська народна партія використала Agar.io у своїх постерах як символ підтримки.